# Parkscheibe

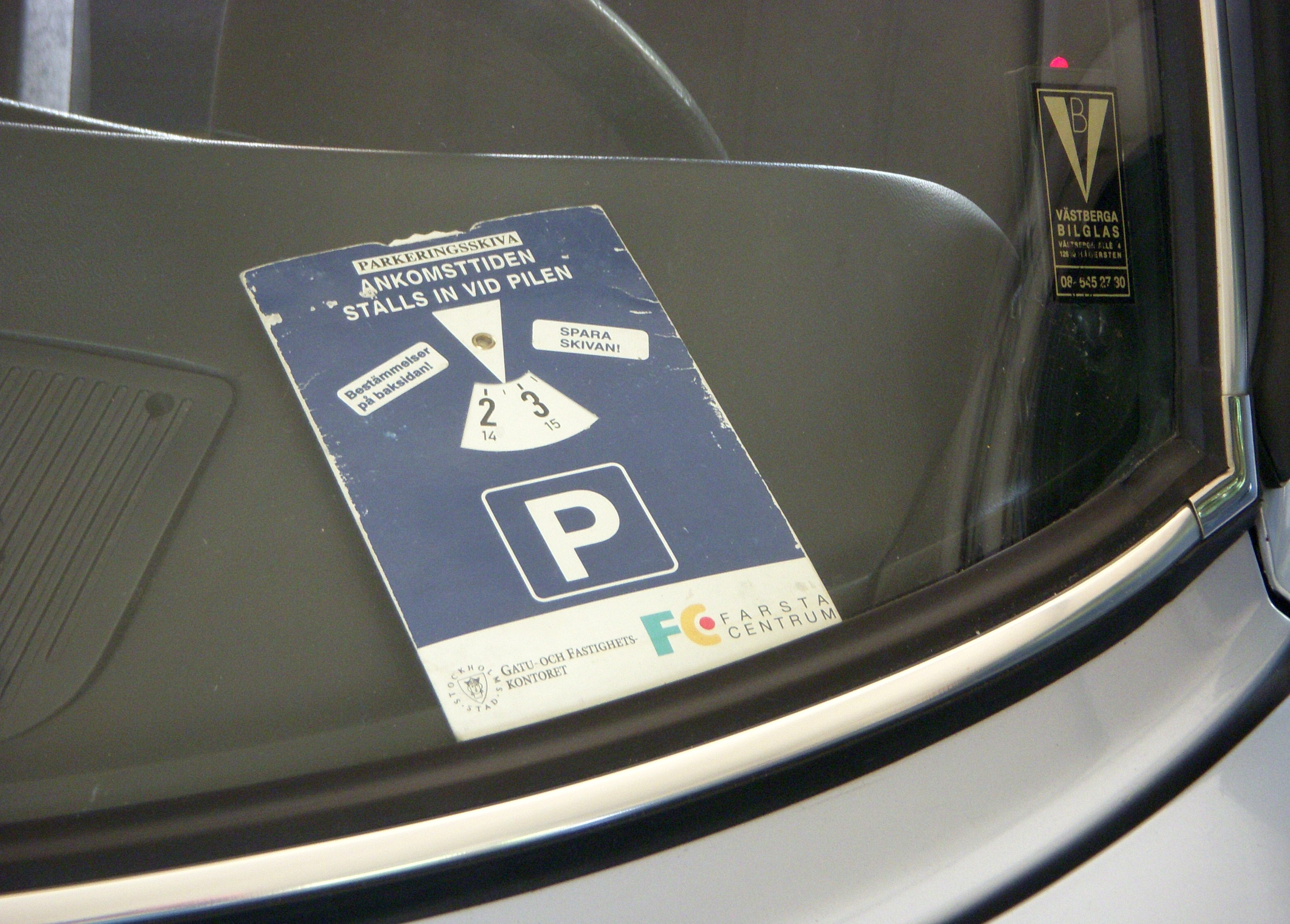
Schwedische Parkscheibe auf dem Armaturenbrett

Eine Parkscheibe dient im Straßenverkehr beim Parken von Fahrzeugen zur Angabe der Ankunftszeit (des Parkbeginns) eines Kraftfahrzeugs auf einer als Parkplatz ausgeschilderten Fläche mit Überwachung der Parkzeit.
Der Vorläufer der heutigen Bestimmungen findet sich in der Ausweisung einer Blauen Zone in Stadtzentren – in dieser Parkzone konnte mit einer entsprechenden (regional verschiedenen) Parkscheibe bis zu zwei Stunden kostenlos geparkt werden. Die aktuelle Regelung mit der vereinheitlichten EU-Parkscheibe erlaubt einen weiteren Bereich an Zeitbeschränkungen, die auf der Parkplatzbeschilderung jeweils angegeben werden.
Zur Überwachung der Parkdauer bei kostenpflichtigen Parkplätzen kommen beispielsweise Parkuhren zum Einsatz.

## Geschichte

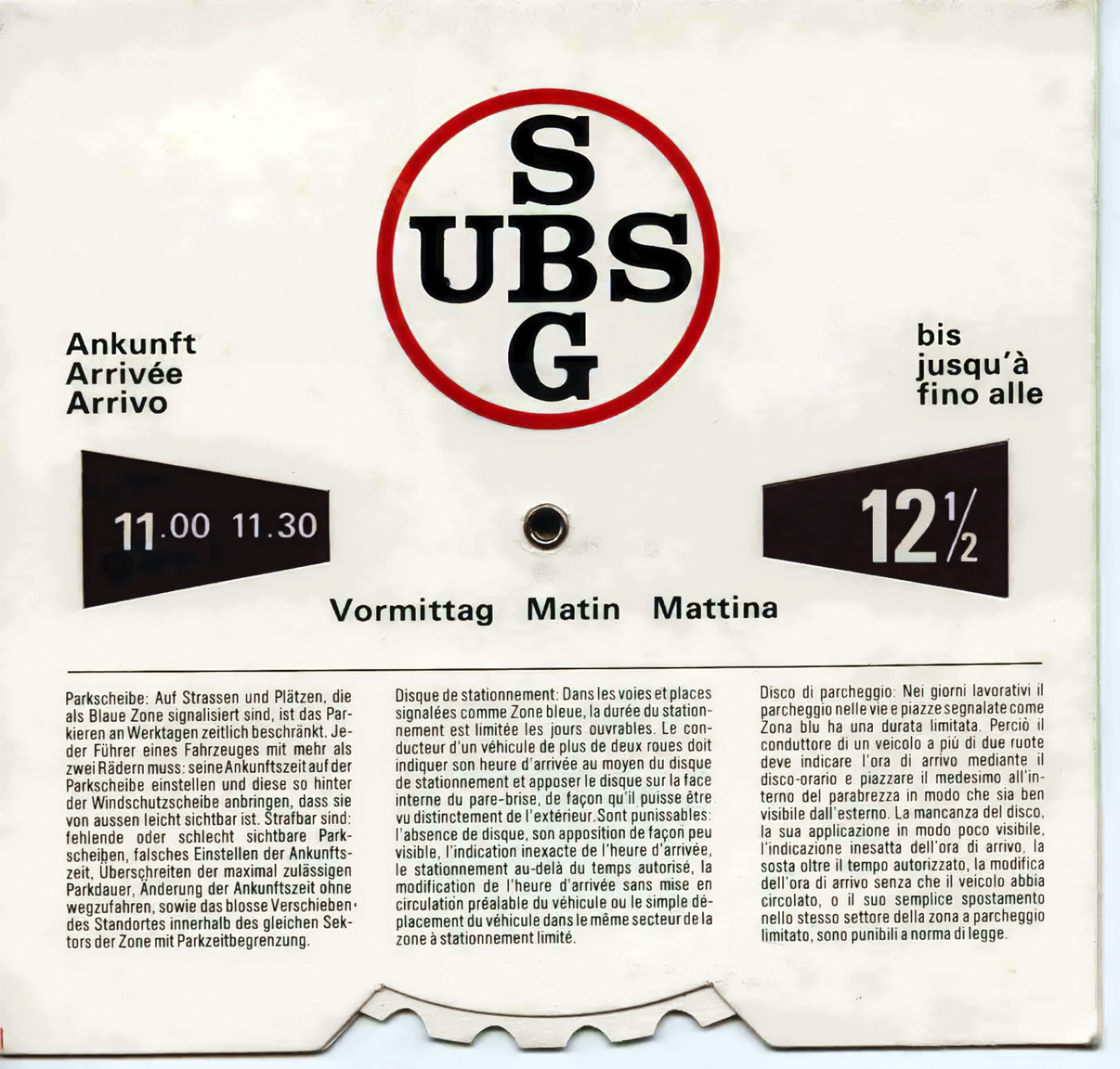
Historische Parkscheibe in der Schweiz mit zwei Zeitanzeigen für Ankunft und Endzeit

Ein erstes parkscheibenartiges System wurde 1957 in Paris eingeführt, um das Dauerparken einzuschränken. Erdacht wurde es von dem Ingenieur Robert Thiebault und dem Polizeipräfekt Roger Genebrier.
Erstmals in Österreich wurde Kurzparken in Teilen des 1. Bezirks in Wien am 16. März 1959 eingeführt. Gleichzeitig damit wurde verordnet, dass Lenker von Kraftwagen eine Parkscheibe hinter die Windschutzscheibe zu legen haben. Bei dieser Wiener Parkscheibe nahm sich die Stadt nicht die Systeme von Paris und Salzburg zum Vorbild, sondern wurde vom damaligen Wiener Baudirektor Aladar Pecht die auch nach ihm benannte Pechtscheibe entworfen: Zwei fest miteinander verbundene Zeiger, auf einem Zifferblatt montiert, markierten genau den Zeitraum einer Stunde. Mit dem einen Zeiger wurde die Ankunftszeit eingestellt, der zweite zeigte zwangsläufig das erlaubte Parkende an. Wegen der Ähnlichkeit mit einer Uhr war umgangssprachlich der Begriff Parkuhr weit verbreitet.
Als erste deutsche Stadt führte Kassel auf Initiative des damaligen Polizeipräsidenten und späteren Kasseler Bürgermeisters Heinz Hille die Parkscheibe im Jahr 1961 ein.
Am 31. Mai 1979 beschloss die Konferenz der Verkehrsminister der europäischen Gemeinschaft die Einführung einer einheitlichen Parkscheibenregelung. Diese sollte nur noch eine Zeitangabe enthalten. Die Beschaffenheit der entsprechenden Parkscheibe wurde in Deutschland im Verkehrsblatt 1981 S. 447 beschrieben. Das Design wurde anschließend in anderen Ländern übernommen. Auch die Regelungen zur „Blauen Zone“ wurden in Frankreich ab 1998 und der Schweiz ab 2000 ersetzt – deren alte Parkscheiben durften noch bis 2003 in der Schweiz und 2007 in Frankreich benutzt werden.

## Gesetzliche Regelungen

### Deutschland

#### Parkscheibe allgemein

Zeichen 318: Parkscheibe

Zusatzzeichen 1040-32: Parken mit Parkscheibe mit einer maximalen Dauer von 2 Stunden

Zusatzzeichen 1040-33: Parken mit Parkscheibe in gekennzeichneten Flächen mit einer maximalen Dauer von 2 Stunden

Die Parkflächen können ausgeschildert sein durch Zeichen 314 (Parkplatz) oder Zeichen 315 (Parken auf Gehwegen) und durch ein Zusatzzeichen, das die Benutzung einer Parkscheibe vorschreibt, oder durch Zeichen 290 und 292 (eingeschränktes Haltverbot für eine Zone) bzw. 314.1 und 314.2 (Parkraumbewirtschaftungszone). Da der Zeitpunkt des Parkbeginns angezeigt wird, ist auch immer das Wort Ankunftszeit auf der Vorderseite der Parkscheibe zu lesen. Ein einzelnes Zusatzzeichen ohne das entsprechende Verkehrszeichen darüber ist nicht verbindlich (§ 39 Abs. 2 StVO).
Die Zeit wird manuell eingestellt, indem die Scheibe gedreht wird, bis der Strich mit der entsprechenden Angabe unter dem weißen Dreieck (Pfeil) die der tatsächlichen Ankunft folgende halbe Stunde zeigt. Die Einteilung der Skala erlaubt absichtlich nur eine Genauigkeit von halben Stunden (§ 13 StVO). Ein Einstellen auf einen weißen Zwischenraum ist nicht gestattet.
Beispiel: Bei Ankunft zwischen 11:00:00 Uhr und 11:29:59 Uhr muss der Pfeil auf der Parkscheibe zwingend auf den nächsten Strich, also 11:30 Uhr, eingestellt werden, weil schon um Punkt 11:30 Uhr die nächste halbe Stunde anfängt, die dem Zeitpunkt des Anhaltens folgt. Bei Ankunft zwischen 11:30:00 Uhr und 11:59:59 Uhr ist die Scheibe auf 12:00 Uhr zu drehen.
Bei einer zeitlich beschränkten Parkscheibenpflicht ist die Parkscheibe, falls das Fahrzeug bereits vor Beginn des parkscheibenpflichtigen Zeitraumes abgestellt wird, gemäß der Entscheidung des Bayerischen Oberlandesgerichtes auf den Strich der ersten halben Stunde nach Beginn des parkscheibenpflichtigen Zeitraumes zu stellen (BayObLG in NJW 78, 1275).
Die Parkscheibe gilt in Deutschland als Verkehrszeichen. Ihr Sinnbild ist 1971 mit Einführung der damaligen Straßenverkehrs-Ordnung in der Fassung vom 16. November 1970 als Zeichen 291 erstmals gesetzlich festgeschrieben worden. Ihre aktuelle Form und Beschaffenheit definierte die Verkehrsblattverlautbarung Nr. 237 vom 24. November 1981. Die äußeren Abmessungen sind danach 150 mm hoch und 110 mm breit. Die Parkscheibe muss gut sichtbar ins Kraftfahrzeug gelegt werden, damit die Ankunftszeit von außen abgelesen werden kann. Seit 2013, beziehungsweise offiziell mit dem Verkehrszeichenkatalog 2017 wird die Parkscheibe als Verkehrszeichen 318 geführt.
Als Verkehrszeichen der Straßenverkehrs-Ordnung müssen Parkscheiben in Deutschland den im Verkehrsblatt festgelegten Standards entsprechen und haben daher die 1981 festgelegte gesetzliche Mindestgröße einzuhalten. Im Einvernehmen mit der Gesetzeslage entschied daher das Brandenburgische Oberlandesgericht gegen einen deutschen Autofahrer, der eine um ein Vielfaches kleinere italienische Parkscheibe (40 mm × 60 mm) in Deutschland verwendete und damit eine Ordnungswidrigkeit beging. Als Verkehrszeichen muss außerdem die Farbgebung sowie die vorgeschriebene Schriftart für Parkscheiben eingehalten werden. Bei der Nutzung abweichender Modelle kann ein Bußgeld verhängt werden. Dazu wurde bereits 1971 im Verkehrsblatt festgelegt: „Verkehrszeichen, die den Bildern der Anlage zur StVO nicht nur in Kleinigkeiten nicht entsprechen (sog. Phantasiezeichen), sind regelmäßig nichtig ...“
In einzelnen, besonderen Fällen kann die Parkscheibe auch anstelle eines kostenpflichtigen Parkscheines verwendet werden. So sieht § 13 Abs. 3 der StVO vor, dass im Falle z. B. eines defekten Parkscheinautomaten eine Parkscheibe zu verwenden ist. In diesem Fall ist die Parkzeit auf die maximale Parkdauer begrenzt, bis zu der man einen Parkschein hätte kaufen können. Weiterhin ist in einigen deutschen Städten wie z. B. in Hamburg oder Stuttgart den Fahrern von gekennzeichneten Elektrofahrzeugen (E-Kennzeichen) gestattet, in einem parkscheinpflichtigen Bereich lediglich die Parkscheibe auszulegen und somit bis zum Erreichen der Höchstparkzeit kostenfrei zu parken. Rechtliche Basis dieser Regelungen ist § 3 des Elektromobilitätsgesetz (EmoG) in Verbindung mit dem jeweiligen Erlass der Kommunalverwaltung.

#### Digitale Parkscheibe

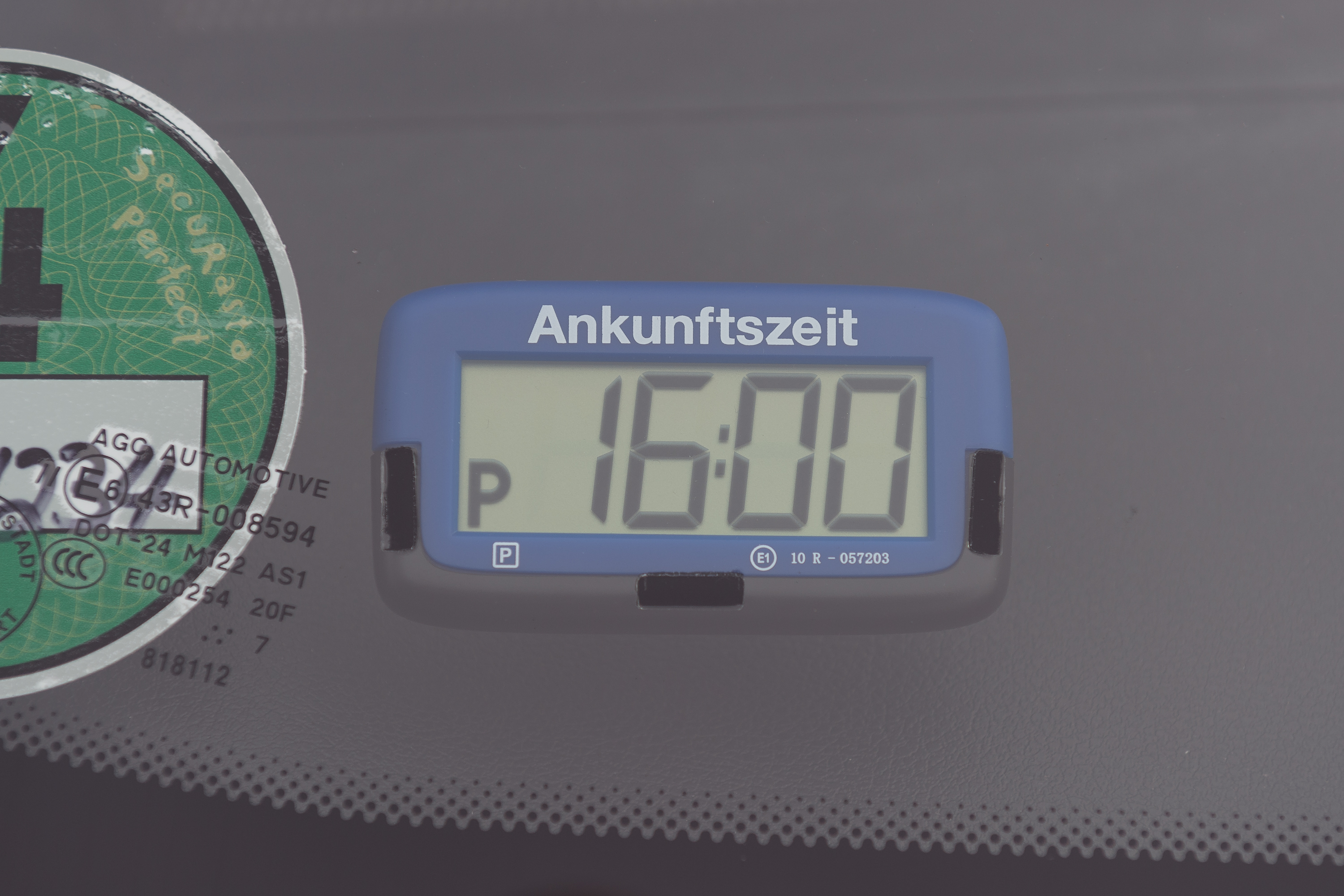
Elektronische Parkscheibe

Seit 2005 erlaubt der Gesetzgeber in Deutschland auch elektronische Alternativen für die Parkzeitüberwachung. Diese Gesetzesänderung ermöglichte vor allem das Handy-Parken, ermöglicht jedoch auch andere Varianten. Seitdem darf eine elektronische Parkscheibe verwendet werden, wenn sichergestellt ist, dass die Uhr entsprechend stehen bleibt.
Die Anforderungen an die digitale Parkscheibe weichen von den herkömmlichen Maßen einer manuell einzustellenden Parkscheibe ab. Die derzeit gültigen Anforderungen an eine elektronische Parkscheibe wurden am 30. November 2013 im amtlichen Teil des Verkehrsblattes, dem Amtsblatt des Bundesministeriums für Verkehr, Bau und Stadtentwicklung der Bundesrepublik Deutschland, veröffentlicht und traten am 1. Dezember 2013 in Kraft. In Deutschland müssen folgende Kriterien erfüllt sein:
- Typengenehmigung muss erteilt sein,
- nach dem Abstellen des Fahrzeugs (Abstellen des Fahrzeugmotors oder Erkennung durch Bewegungssensoren oder GPS) muss sie sich selbsttätig auf die nächste halbe Stunde stellen,
- nach Aktivierung darf sie ihre Einstellung nicht ändern und sie muss gegen jegliche Eingriffe gesichert sein (ausdrücklich ausgeschlossen ist auch die Verstellung nach Aktivierung des Motors durch eine Fernbedienung),
- auf der Vorderseite trägt sie eine Abbildung des Verkehrszeichens 314,
- über dem Display steht das Wort „Ankunftszeit“,
- im Display ist eine 24-Stunden-Zeitangabe mit einer Zahlenhöhe von mindestens 2 cm und
- sie muss von außen gut und zweifelsfrei lesbar sein.

### Österreich

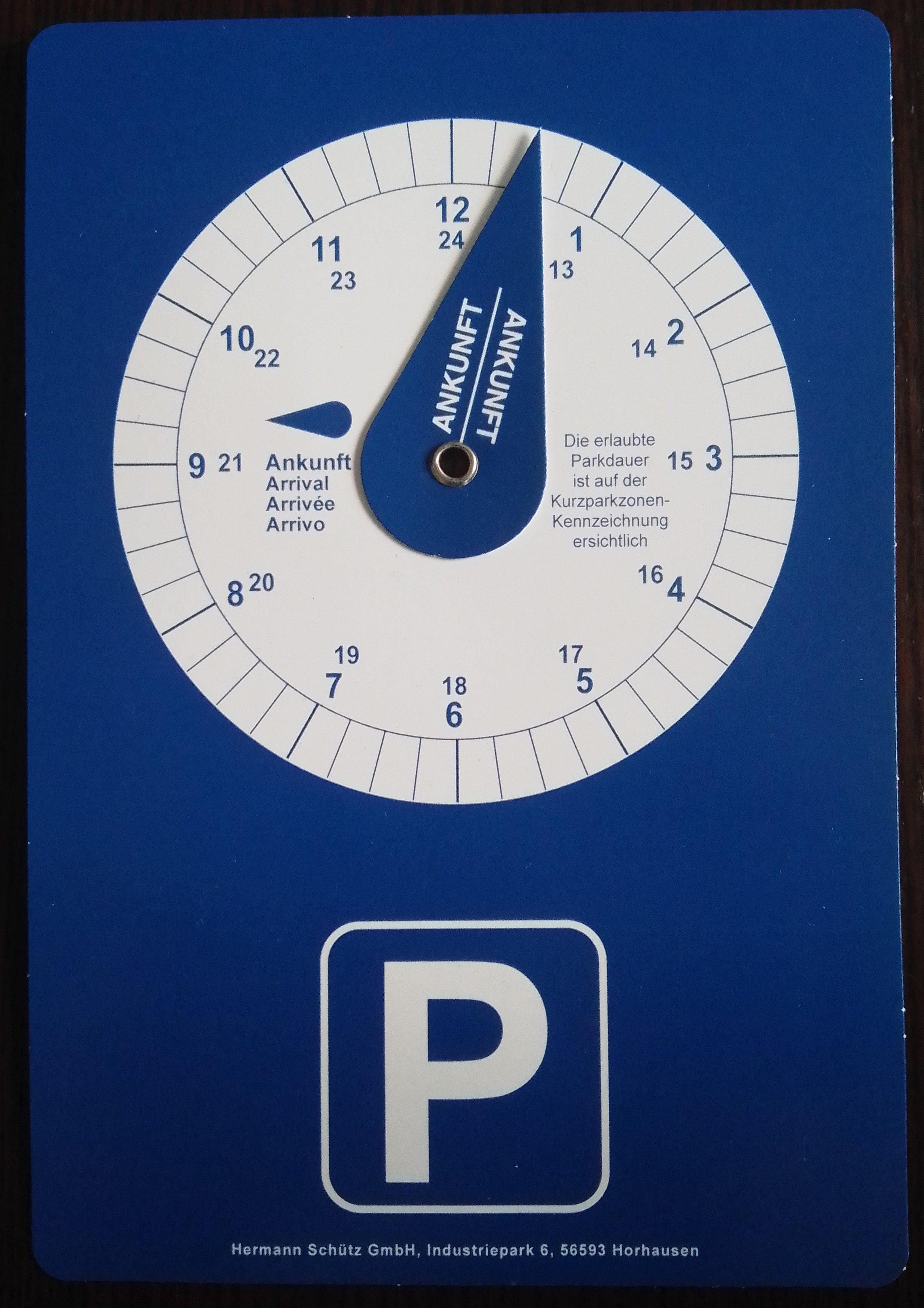
Handelsübliche österreichische Parkscheibe

Die ersten gesetzlichen Bestimmungen zu Parkscheiben – vulgo Parkuhr genannt – wurden 1961 eingeführt, Die damals eingeführten Parkscheiben mit zwei Zeigern (schwarz für die Ankunftszeit und rot für die Ablaufzeit) und Unterteilung in Viertelstunden sind auch nach der aktuellen Fassung gültig, wobei seit 1994 nur noch der schwarze Zeiger eingestellt wird (§ 4 Abs. 3 Kurzparkzonen-Überwachungsverordnung).
Die geltende „Kurzparkzonen-Überwachungsverordnung“ weicht von den Regelungen zur blauen Parkscheibe in Deutschland und der Schweiz insofern ab, als es in § 4 Abs. 2 heißt:

„Der Zeiger hat die Ankunftszeit anzuzeigen, wobei auf die dem Zeitpunkt des Abstellens folgende volle Viertelstunde aufgerundet werden kann.“

Bei einer tatsächlichen Ankunft um 10:01 Uhr darf demnach die Ankunftszeit auf der Parkscheibe auf 10:15 Uhr eingestellt werden. Ebenfalls aus dem Gesetzestext ergibt sich auch das unterschiedliche Design von österreichischen Parkscheiben – mit Zeiger und einem Zifferblatt mit Viertelstunden-Einteilung (Darstellung in Anlage 1 des Gesetzes). Vorsichtshalber sollte eine österreichische Parkscheibe nicht in Deutschland oder der Schweiz verwendet werden, wie umgekehrt besser auch keine deutsche oder Schweizer Parkscheibe in Österreich verwendet werden sollte. Wenngleich die Mitarbeiter der Parkraumüberwachung unpassende Parkscheiben mit korrekter Einstellung routinemäßig anerkennen, so kann sich im Falle eines Strafmandats nicht darauf berufen werden.
Auszug Bildtafel der Verkehrszeichen in Österreich

13d: Beginn einer Kurzparkzone
13e: Ende der Kurzparkzone

### Schweiz

4.18 Parkieren mit Parkscheibe. Auszug aus der Bildtafel der Strassensignale in der Schweiz und in Liechtenstein.

4.19 Ende des Parkierens mit Parkscheibe

In der Schweiz muss auf Parkplätzen, die mit blauen Linien markiert sind, eine Parkscheibe zu gewissen Zeiten verwendet werden, auch wenn kein Verkehrsschild explizit auf die Verwendung von Parkscheiben hinweist. Das Einstellen der Ankunftszeit funktioniert analog zu den Vorgaben in Deutschland, d. h. bei einer tatsächlichen Ankunft um 10:01 Uhr wird die Ankunftszeit auf der Parkscheibe auf 10:30 Uhr gestellt. Das Bundesamt für Straßen zeigt explizit, dass bei einer Ankunftszeit um exakt 11:00 Uhr auf den nachfolgenden Strich für 11:30 Uhr eingestellt wird.
Am Sonntag darf auf blau linierten Parkplätzen generell ohne Parkscheibe parkiert werden, sofern nicht auf einer Zusatztafel angegeben wird, dass die Parkscheibe auch am Sonntag angebracht werden muss. An Werktagen (also auch am Samstag) darf auf blau linierten Parkplätzen nur um die Mittagszeit (genauer: von 11:30 bis 13:30 Uhr) und in der Nacht (genauer: von 19:00 bis 8:00 Uhr) länger als eine Stunde mit Parkscheibe parkiert werden. Auf manchen Schweizer Parkscheiben befindet sich ein Hinweis auf die Regelungen in der Blauen Zone mit folgendem Aufdruck:
Ankunftszeit:   Parkzeit:
08:00 – 11:30   1 Stunde
13:30 – 18:00   1 Stunde
Abweichend zur Beschilderung in Deutschland beziehen sich die angegebenen Zeiträume nicht auf die Wirkung der Parkierbeschränkung, sondern sie benennen die höchste Parkierdauer entsprechend der Ankunftszeit. Die Bestimmungen der blauen Zone gelten auch außerhalb der angegebenen Zeiträume. Es ist daher stets eine Parkscheibe mit der Ankunftszeit auszulegen. Das Parkieren ist außerhalb der einstündigen Beschränkung jedoch frei und die Parkierdauer verlängert sich entsprechend. Die polizeilichen Ordnungsbestimmungen sind wie folgt geregelt:
Bei jedem in einer Blauen Zone parkierten Fahrzeug muss eine Parkscheibe gut sichtbar angebracht werden. Fahrzeuge dürfen an Werktagen (Montag bis Samstag) zwischen 8.00 und 11.30 Uhr sowie zwischen 13.30 und 18.00 Uhr eine Stunde in der Blauen Zone parkiert werden. Bei einer Ankunftszeit zwischen 11.30 und 13.30 Uhr gilt die Parkerlaubnis bis 14.30 Uhr. Bei einer Ankunftszeit zwischen 18.00 und 8.00 Uhr bis 9.00 Uhr. Zwischen 19.00 und 7.59 Uhr muss die Parkscheibe nicht angebracht werden, sofern das Fahrzeug vor 8.00 Uhr wieder in den Verkehr eingefügt wird.
Die zulässige Parkierzeit schwankt folglich je nach tatsächlicher Ankunftszeit zwischen 61 Minuten und kann über das Wochenende hinweg bis zu 39 Stunden betragen. Beispiele:
| Tatsächliche Ankunftszeit | Einstellung Parkscheibe | Späteste Abfahrzeit | Zulässige Parkierzeit |
| ------------------------- | ----------------------- | ------------------- | --------------------- |
| 08:00                     | 08:30                   | 09:30               | 90 Minuten            |
| 08:29                     | 08:30                   | 09:30               | 61 Minuten            |
| 11:00                     | 11:30                   | 12:30               | 90 Minuten            |
| 11:30                     | 12:00                   | 14:30               | 3 Stunden 00 Minuten  |
| 13:30                     | 14:00                   | 15:00               | 90 Minuten            |
| Mo–Fr 17:30               | 18:00                   | 19:00               | 90 Minuten            |
| Mo–Fr 18:00               | 18:30                   | 09:00               | 13 Stunden 00 Minuten |
| Sa 18:00                  | 18:30                   | Mo 09:00            | 39 Stunden 00 Minuten |
| Sa 17:29                  | 17:30                   | Sa 18:30            | 61 Minuten            |

Ältere Schweizer Parkscheiben, die neben der Ankunftszeit noch das Ende der Parkierzeit anzeigen, sind in der Schweiz und den meisten anderen Ländern nicht mehr zulässig. Sie wurden teilweise noch bis Ende 2005 in der Schweiz toleriert.

## Bildtafel-Auswahl verschiedener Länder

C1b: Parkplatz mit Parkscheibe (Frankreich)
C1b-ancien: Parkplatz mit Parkscheibe (bis 2008) (Frankreich)
B50c: Ende eines eingeschränkten Haltverbotes für eine Zone (mit Parkscheibe) (Frankreich)
E10: Beginn einer Parkzone (Niederlande)
E11: Ende einer Parkzone (Niederlande)
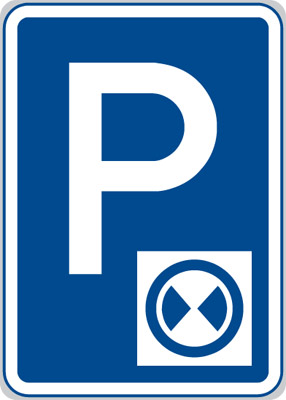
IP-13b (Tschechien)

## Sonstiges
Parkscheiben können auch als Werbeträger genutzt werden, wobei die Werbung nur auf der Rückseite angebracht werden darf. Sie weisen auf der Rückseite manchmal auch Umrechnungstabellen für den Kraftstoffverbrauch auf. Der Niet der Uhrachse wird von manchen auch hinten genutzt: als Lager für eine Kraftstoffverbrauch-Rechenscheibe, eine Variante des Rechenschiebers.
Im Handel werden auch Parkscheiben mit eingebautem Uhrwerk angeboten, welches die Parkscheibe mitdreht. Diese Art von Parkscheiben ist zwar nicht illegal, jedoch ist es nicht erlaubt, dass die Uhr während des Parkens weiterläuft. Hersteller solcher Parkscheiben bewerben den Vorteil der Zeitersparnis für die Nutzer. Die Uhrzeit auf der Parkscheibe müsse nicht eigens eingestellt werden, sondern zeige immer die aktuelle Uhrzeit an. Zu Beginn der Parkzeit müsse lediglich das Uhrwerk angehalten werden.
Für Motorräder gibt es gelochte Parkscheiben, die mit Kabelbinder oder Schloss am Gefährt befestigt werden können. In vielen Gemeinden gelten Parkbeschränkungen jedoch nur für mehrspurige Kraftfahrzeuge.
Der Österreichische Alpenverein hat Mai 2013 eine Alpine Parkuhr entwickelt. Berggeher können mit einem Zeiger „ich bin spätestens zurück um“ einen Zeitpunkt auf einer kreisrunden Uhrskala mit den 7 Wochentagen Montag–Sonntag und Strichen alle 6 Stunden angeben. Wenn nun ein verlassener Pkw mit einer solchen Parkuhr und abgelaufener Zeit auf einem Ausgangspunkt für Bergwanderungen vorgefunden wird, kann eine hinterlassene Telefonnummer angerufen und eventuell eine Such- oder Hilfsaktion eingeleitet werden.